# Žalm 55

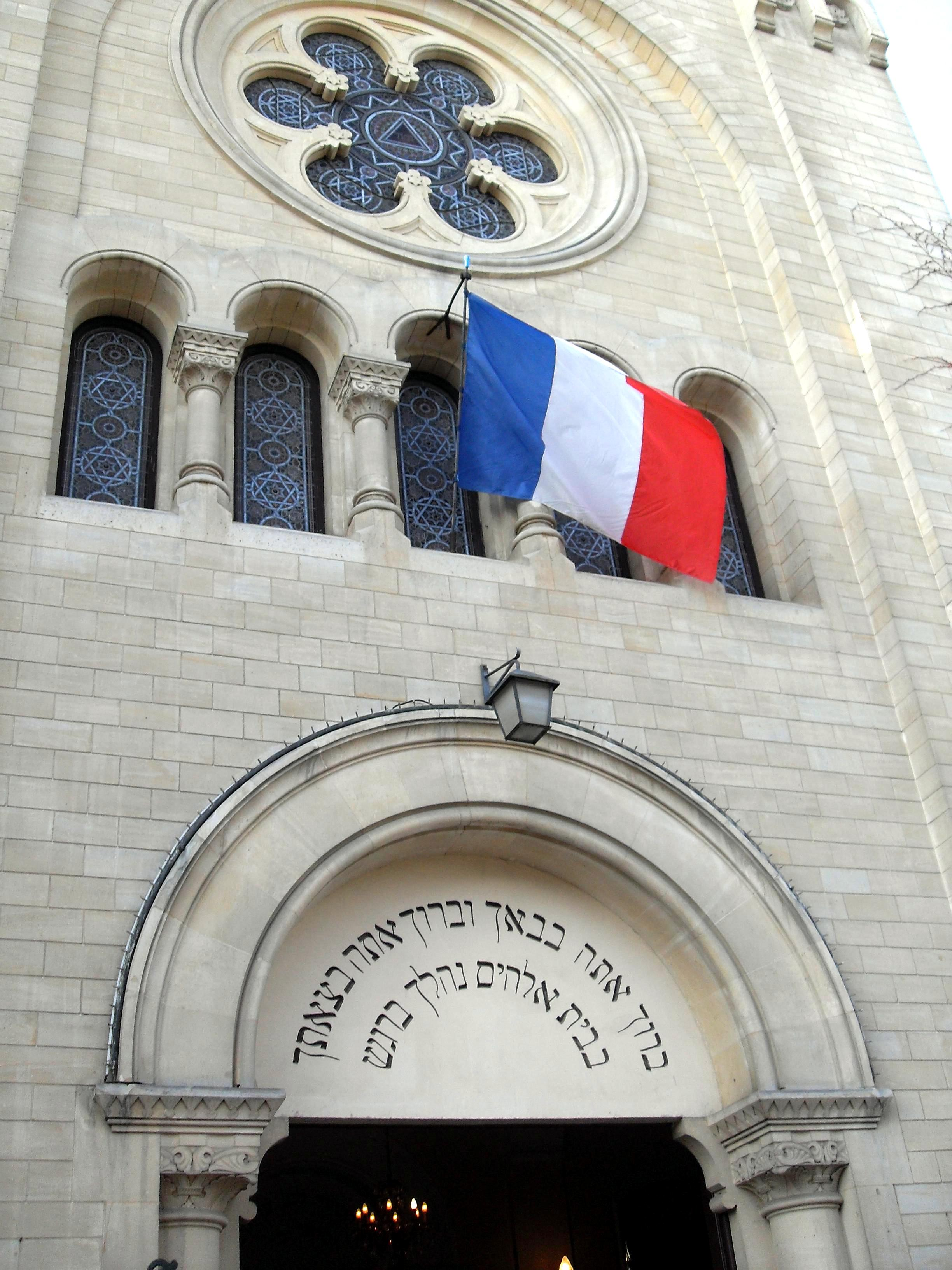
Francie, Versailles, Yvelines (78) - Fasáda synagogy vyzdobená vlajkami u příležitosti Národního dne památky obětí a hrdinů deportace, 25. dubna 2010 - Nad portálem jsou hebrejsky napsány biblické verše Deuteronomium 28,6 a Žalmy 55,15b: Požehnaný jsi na cestě dovnitř a požehnaný jsi na cestě ven.

Žalm 55 („Dopřej, Bože, modlitbě mé sluchu“) je biblický žalm. V překladech, které číslují podle Septuaginty, se jedná o 54. žalm. Žalm je nadepsán těmito slovy: „Pro předního zpěváka za doprovodu strunných nástrojů. Poučující, Davidův.“ Podle některých vykladačů toto nadepsání znamená, že žalm byl určen k tomu, aby jej s hudebním doprovodem odzpívával zkušený zpěvák za přítomnosti krále z Davidova rodu pro jeho poučení. Tradiční židovský výklad však považuje žalmy, které jsou označeny Davidovým jménem, za ty, které sepsal přímo král David, a v Talmudu je uvedeno, že každý žalm, ve kterém je v nadepsání uveden hebrejský výraz maskil (מַשְׂכִּיל, „poučující“), byl přednášen prostřednictvím meturgemana (tlumočníka). Spis Šimuš Tehilim („Užití Žalmů“), jehož autorem je zřejmě židovský učenec Chaj Ga'on (939–1038), uvádí, že recitace 55. žalmu pomáhá, aby se člověk dočkal potrestání nepřátel.
Několik veršů 55. žalmu zhudebnil Antonín Dvořák v rámci písňového cyklu Biblické písně.